# Coutinho
Antônio Wilson Vieira Honório, známý jako Coutinho (11. června 1943, Piracicaba – 11. března 2019), byl brazilský fotbalový útočník a trenér.
Mistr světa z roku 1962 v Chile (na závěrečném turnaji však nenastoupil). Za brazilskou fotbalovou reprezentaci odehrál 15 zápasů, vstřelil 6 gólů. Na klubové úrovni získal s klubem Santos FC dvakrát Copa Libertadores (1962, 1963) a Interkontinentální pohár (1962, 1963). Roku 1962 byl i nejlepším střelcem Copa Libertadores.